# Theophilus Hastings, VII conte di Huntingdon
Theophilus Hastings, VII conte di Huntingdon (10 dicembre 1650 – 30 maggio 1701), è stato un politico inglese.

## Biografia
Era l'ultimogenito, e unico figlio maschio sopravvissuto, di Ferdinando Hastings, VI conte di Huntingdon, e di sua moglie, Lucy Davies.
Nel 1656 successe al padre alla contea.

## Carriera
Fu un membro del Consiglio privato (1682-1689).
Inizialmente mostrò una certa animosità verso i cattolici romani e di una simpatia per il duca di Monmouth, ma successivamente si riconciliò con Giacomo II. Dopo la Gloriosa Rivoluzione, rimase in Inghilterra in ostilità a Guglielmo III.

## Matrimoni

### Primo matrimonio
Sposò, il 19 febbraio 1671, Elizabeth Lewis (1654-1680), figlia di Sir John Lewis, I baronetto e di Sarah Foote. Ebbero tre figli:
- Thomas (12 novembre 1674-2 marzo 1675);
- George Hastings, VIII conte di Huntingdon (22 marzo 1677-22 febbraio 1704);
- Lady Elizabeth (19 aprile 1682-21 dicembre 1739).

### Secondo matrimonio
Sposò, l'8 maggio 1690, Mary Frances Fowler (1664-26 dicembre 1723), figlia di Francis Leveson Fowler. Ebbero dodici figli:
- Lady Alice (1690);
- Lady Jacqueline Ann (1º maggio 1691-28 gennaio 1755);
- Lady Catherine Maria (19 aprile 1692-22 dicembre 1739), sposò il reverendo Granville Wheler, ebbero sette figli;
- Lady Frances (8 gennaio 1693-13 ottobre 1750);
- Lady Lucy;
- Theophilus Hastings, IX conte di Huntingdon (12 novembre 1696-13 ottobre 1747);
- Lady Sarah;
- Lady Margaret (15 febbraio 1699);
- Lord Ferdinando Richard (22 ottobre 1699-9 agosto 1726);
- Lady Dorothea;
- Lady Mary;
- Lady Christiana.

## Morte
Morì il 30 maggio 1701.

## Ascendenza
|                                              |             |                                      | Genitori                         |  |  | Nonni |  |  | Bisnonni                          |  |  | Trisnonni                               |  |
|                                              |             |                                      |                                  |  |  |       |  |  | Francis Hastings, barone Hastings |  |  | George Hastings, IV conte di Huntingdon |  |
|                                              |             |                                      |                                  |  |  |       |  |  | Francis Hastings, barone Hastings |  |  | George Hastings, IV conte di Huntingdon |  |
|                                              |             | Dorothy Port                         |                                  |  |  |       |  |  | Francis Hastings, barone Hastings |  |  |                                         |  |
| Henry Hastings, V conte di Huntingdon        |             |                                      |                                  |  |  |       |  |  | Francis Hastings, barone Hastings |  |  |                                         |  |
|                                              |             | Sarah Harrington                     | James Harington                  |  |  |       |  |  |                                   |  |  |                                         |  |
|                                              |             | Sarah Harrington                     | James Harington                  |  |  |       |  |  |                                   |  |  |                                         |  |
|                                              |             | Sarah Harrington                     | Lucy Sydney                      |  |  |       |  |  |                                   |  |  |                                         |  |
| Ferdinando Hastings, VI conte di Huntingdon  |             | Sarah Harrington                     |                                  |  |  |       |  |  |                                   |  |  |                                         |  |
|                                              |             | Ferdinando Stanley, V conte di Derby | Henry Stanley, IV conte di Derby |  |  |       |  |  |                                   |  |  |                                         |  |
|                                              |             | Ferdinando Stanley, V conte di Derby | Henry Stanley, IV conte di Derby |  |  |       |  |  |                                   |  |  |                                         |  |
|                                              |             | Ferdinando Stanley, V conte di Derby | Margaret Clifford                |  |  |       |  |  |                                   |  |  |                                         |  |
| Elizabeth Stanley                            |             | Ferdinando Stanley, V conte di Derby |                                  |  |  |       |  |  |                                   |  |  |                                         |  |
|                                              |             | Alice Spencer                        | John Spencer                     |  |  |       |  |  |                                   |  |  |                                         |  |
|                                              |             | Alice Spencer                        | John Spencer                     |  |  |       |  |  |                                   |  |  |                                         |  |
|                                              |             | Alice Spencer                        | Katherine Kitson                 |  |  |       |  |  |                                   |  |  |                                         |  |
| Theophilus Hastings, VII conte di Huntingdon |             | Alice Spencer                        |                                  |  |  |       |  |  |                                   |  |  |                                         |  |
|                                              | John Davies | …                                    |                                  |  |  |       |  |  |                                   |  |  |                                         |  |
|                                              | John Davies | …                                    |                                  |  |  |       |  |  |                                   |  |  |                                         |  |
|                                              | John Davies | …                                    |                                  |  |  |       |  |  |                                   |  |  |                                         |  |
| John Davies                                  | John Davies |                                      |                                  |  |  |       |  |  |                                   |  |  |                                         |  |
|                                              |             | Mary Bennett                         | John Bennett                     |  |  |       |  |  |                                   |  |  |                                         |  |
|                                              |             | Mary Bennett                         | John Bennett                     |  |  |       |  |  |                                   |  |  |                                         |  |
|                                              |             | Mary Bennett                         | Agnes Topp                       |  |  |       |  |  |                                   |  |  |                                         |  |
| Lucy Davies                                  |             | Mary Bennett                         |                                  |  |  |       |  |  |                                   |  |  |                                         |  |
|                                              |             | George Tuchet                        | Henry Tuchet                     |  |  |       |  |  |                                   |  |  |                                         |  |
|                                              |             | George Tuchet                        | Henry Tuchet                     |  |  |       |  |  |                                   |  |  |                                         |  |
|                                              |             | George Tuchet                        | Elizabeth Sneyde                 |  |  |       |  |  |                                   |  |  |                                         |  |
| Eleanor Tuchet                               |             | George Tuchet                        |                                  |  |  |       |  |  |                                   |  |  |                                         |  |
|                                              |             | Lucy Mervyn                          | James Mervyn                     |  |  |       |  |  |                                   |  |  |                                         |  |
|                                              |             | Lucy Mervyn                          | James Mervyn                     |  |  |       |  |  |                                   |  |  |                                         |  |
|                                              |             | Lucy Mervyn                          | Amy Clarke                       |  |  |       |  |  |                                   |  |  |                                         |  |
|                                              |             | Lucy Mervyn                          |                                  |  |  |       |  |  |                                   |  |  |                                         |  |